# Ívhossz
Az ívhossz egy differenciálható görbe szakaszának a hossza. Az ívhossz kiszámítása sok szempontból hasznos lehet, hiszen egy görbe sok mindent reprezentálhat (bejárt út, munka stb.).
Jelölése: {\displaystyle S\,}.

## Kiszámítása
Az ívhossz a görbe parametrikus egyenletéből relatíve egyszerűen megadható, mégpedig a meredekség vektorok hosszainak összegéből, azaz: 
{\displaystyle S=\int \limits _{a}^{b}\vert {\vec {F}}'(t)\vert \;\mathrm {d} t},
ahol {\displaystyle t\,} független paraméter. 
Descartes-koordináta-rendszerben a képlet így néz ki:
{\displaystyle S=\int _{a}^{b}{\sqrt {1+(f'(x))^{2}}}\;dx}
Ez a képlet a következő Riemann-összegből számítható (ezzel az összeggel reprezentálva az ívhosszt):
{\displaystyle \lim _{\Delta x\rightarrow 0}\sum _{i=1}^{n}{\sqrt {1+f'(x_{i})^{2}}}\;\Delta x}
A fenti szummában a kifejezés a közelítő hossza egy húrnak a {\displaystyle \Delta x\,} távolságon. Ahogy {\displaystyle \Delta x\,} tart nullához, úgy közelíti az összeg az ívhosszt.
Az ívhossz polárkoordinátákban is meghatározható a fenti általános, vektoros képletből:
{\displaystyle L=\int _{a}^{b}{\sqrt {r(\theta )^{2}+(r'(\theta ))^{2}}}\;d\theta }

## Ívhossz szerinti paraméterezés
Egy görbe paraméterezései között kitüntetett szerep jut az úthossz szerinti paraméterezésnek. Sok képlet egyszerűbbé válik, ha ezt a paraméterezést használjuk. 
Legyen a {\displaystyle \Gamma } görbe ezzel a paraméterezéssel megadva:
{\displaystyle {\begin{matrix}\gamma :&[a,b]&\to &\mathbb {R} ^{n}\\&r&\mapsto &\gamma (r)\end{matrix}}}
és {\displaystyle \Gamma (t)} minden {\displaystyle t\in [a,b]}-re. Ekkor a {\displaystyle \gamma |[a,t]} paraméterezésű részgörbére
{\displaystyle {\begin{matrix}s:&[a,b]&\to &\mathbb {R} \\&t&\mapsto &L\left(\Gamma _{t}\right)\end{matrix}}}
a {\displaystyle \Gamma } görbe úthosszfüggvénye. Ez az s(t) folytonos és monoton növő függvény, mivel a görbe nem szakadásos. Ha szigorúan monoton növő, akkor invertálható is, az inverz függvény {\displaystyle t(s)}. Ekkor 
{\displaystyle \Gamma } ívhossz szerinti paraméterezése:
{\displaystyle {\begin{matrix}{\hat {\gamma }}:&[0,L(\gamma )]&\to &\mathbb {R} ^{n}\\&s&\mapsto &\gamma (t(s))\end{matrix}}}
Ha {\displaystyle \Gamma } folytonosan differenciálható, és  {\displaystyle {\dot {\gamma }}(r)\neq 0} minden {\displaystyle r\in [a,b]}-ra, akkor {\displaystyle {\hat {\gamma }}} is folytonosan differenciálható, és minden {\displaystyle s\in [0,L(\Gamma )]}-re:
{\displaystyle \left\|{\frac {\mathrm {d} {\hat {\gamma }}(s)}{\mathrm {d} s}}\right\|=1}.